# Amalarico Barlais
Amalarico Barlais (francés: Amaury o Aimery Barlais; fallecido antes de junio de 1253) fue un barón en el Reino de Chipre. Fue el hijo de Reinaldo Barlais, que en el año de 1197 había ocupado el cargo de bailío de Jaffa, y de Isabel de Bethsan. Américo se estableció en Chipre, donde llegó a ser uno de los principales barones en la isla. Fue uno de los opositores de la dominante familia Ibelín. 
En su visita a Chipre en mayo de 1229, el emperador Federico II Hohenstaufen nombró a cinco nuevos bailíos en Chipre, Amalarico Barlais, Gavino de Chenichy, Amalarico de Bethsan, Hugo de Gibelet y Guillermo de Rivet, con instrucciones de expulsar a todo seguidor Ibelín de Chipre. Amalarico Barlais huyó con el rey Enrique y sus hermanas al castillo de Dieu d'Amour, donde estaban padeciendo hambre hasta rendirse en el verano de 1230.

## Matrimonio y descendencia
Se casó con Inés de Margat (fallecida después de 1239), hija de Beltrán Mazoir, con quien tuvo cinco hijos que murieron jóvenes (Amalarico, Guillermo, Juan y Reinaldo y Emerico) y una hija, Felipa Barlais que se casó en 1240 con Guido de Ibelín, condestable del Reino de Chipre e hijo de su archienemigo, Juan de Ibelín el «Viejo señor de Beirut».